# Hypochilus xomote
Espèce
Hypochilus xomote est une espèce d'araignées aranéomorphes de la famille des Hypochilidae.

## Distribution
Cette espèce est endémique de Californie aux États-Unis,. Elle se rencontre dans les comtés de Kern et de Tulare.

## Description
Le mâle holotype mesure 7,5 mm et la femelle paratype 11,8 mm.

## Publication originale
- Ciaccio, Debray & Hedin, 2022 : « Phylogenomics of paleoendemic lampshade spiders (Araneae, Hypochilidae, Hypochilus), with the description of a new species from montane California. » ZooKeys, no 1086, p. 163-204 (texte intégral).